# Torre Girasoles
La Torre Girasoles es un rascacielos situado en la metrópoli de La Paz, Bolivia. Tiene 40 pisos distribuidos en una altura de 155 metros.
Está ubicado en la Av. 6 de Agosto, en el barrio de San Jorge. La mayor parte del rascacielos está destinada a uso residencial, pero incluye oficinas, un hotel y un centro comercial en las primeras plantas. También cuenta con 180 plazas de estacionamiento, distribuidas en cuatro pisos subterráneos, que ascienden en forma de espiral, también cuenta con un sistema sísmico resistente y un generador eléctrico para alimentar al rascacielos si es que ocurriera un corte de energía eléctrica en la zona.
La Torre Girasoles al momento de su inauguración, fue el rascacielos más alto de Bolivia, superando al Condominio La Casona en Santa Cruz de la Sierra de 127 m., actualmente la Torre Girasoles es el cuarto rascacielos más alto de Bolivia, altura que fue superada en 2021 por los 164 metros de la torre D del complejo Torres del Poeta, y luego en 2022 por la Green Tower de 178 m.
Su construcción se inició en agosto de 2010 y se concluyó la obra en su totalidad el 17 de junio de 2013.